# Mario Handler
Mario Handler (Montevideo, 10 de noviembre de 1935) es un director de cine, fotógrafo y docente universitario uruguayo. Principal exponente del cine documental de su país, Handler es uno de los nombres relevantes del llamado Nuevo Cine Latinoamericano. Con una prolífica obra de denuncia durante los años sesenta, debió exiliarse en 1972 a causa de la situación política que vivía Uruguay. Regresó a su país en 1999 y empezó a enseñar cine en la Universidad de la República hasta su retiro en 2020. En su larga trayectoria, ha ganado numerosos premios y reconocimientos. El premio mayor del festival de cine Atlantidoc lleva su nombre.

## Comienzos
Mario Handler nació en Montevideo, en 1935. Hijo de una familia de inmigrantes judíos húngaros, comenzó la carrera de Ingeniería en la Universidad de la República, pero no la terminó, debido a sus comienzos en el fotoperiodismo en diversas publicaciones (Gaceta Universitaria, Repórter). Debutó en el cine experimental con Vanguardista (1958, codirección Alfredo Castro Navarro), y algunos otros cortometrajes, fuertemente influenciado por Enrico Gras y Alain Resnais.   
En 1963 obtiene una beca para estudiar cine científico en el Institut für den Wissenschaftlichen Film, de Göttingen y en la Stichting Film en Wetenschap - Universitaire Film de Utrecht. Al año siguiente, continúa sus estudios en la Fakulta Akademie Múzických Umění (FAMU), en Checoslovaquia y realiza allí un documental titulado En Praga.  

## Uruguay: 1964-1972
A su regreso al Uruguay, comienza a trabajar en el Instituto Cinematográfico de la Universidad de la República (ICUR), donde realiza algunos de sus primeros cortometrajes. Entre ellos, destacan Carlos, cine-retrato de un «caminante» en Montevideo y Elecciones (en codirección con Ugo Ulive) y Me gustan los estudiantes. En 1968, Handler funda junto con Mario Jacob, Walter Achugar, Rosalba Oxandabarat, José Wainer, Walter Tournier y otros la Cinemateca del Tercer Mundo, una institución que se ocupaba de producir, exhibir y difundir cine político, de alto compromiso con la realidad de los convulsionados años sesenta. 
Así aparecen otras películas como Liber Arce, liberarse, sobre el asesinato del primer mártir estudiantil,1969: El Problema de la Carne y Fray Bentos: una Epidemia de Sarampión (con Walter Tournier y Sergio Villaverde, 1973), que Handler no completa por su partida a Venezuela a fines de 1972, debido al inminente ascenso al poder de las fuerzas militares y el posterior golpe de Estado.
Durante ese período, realiza trabajos de encargo de la televisión italiana RAI como camarógrafo o productor, en Argentina, Bolivia y Chile, particularmente con Raúl Ruiz (es camarógrafo en Ahora te vamos a llamar hermano, en 1971 y asistente de dirección de Indios, una serie de tres documentales sobre el encuentro de civilizaciones en México).
A través de la Cinemateca del Tercer Mundo, la obra de Handler se aproxima a lo de otros cineastas latinoamericanos como Geraldo Sarno, Santiago Álvarez Román, Maurice Capovilla, Fernando Solanas, Octavio Getino, entre otros.

## Venezuela: 1973-1998
La obra posterior de Handler en Venezuela, a partir de 1973, implica algunas transformaciones. Se ocupa de cuestiones menos sociales y más culturales, como la dominación colonial, las raíces identitarias o las formas de sincretismo y religiosidad popular con películas como Dos puertos y un cerro, de 1975, Tiempo colonial, de 1976 o María Lionza, un culto de Venezuela (codirigida con Raquel Romero, 1980). 
En 1988, dirige el largometraje Mestizo (adaptación de la novela de Guillermo Meneses), un vuelco a la ficción que inscribe su drama en un contexto racial y social muy preciso. En su  período venezolano hace también video, audiovisuales, montajes diversos de largometrajes de ficción (para Carlos Rebolledo, Alidha Ávila, Thaelman Urgelles, Jesús Enrique Guédez, Rodolfo Restifo y otros) y trabajos profesionales, alternando con la docencia y el comercio de equipos. 
Más tarde, se pone a cargo de una serie de documentales didácticos para la televisión sobre los partidos políticos y la reforma del estado, entre los que se destacan dos trabajos: Nuestra cultura y los medios de comunicación y Globalización, ambos de 1998.

## Vuelta al Uruguay
En 1999, después de varios años de exilio, regresa a Uruguay y en 2000 comienza a dictar clases en la Facultad de Información y Comunicación (FIC) de la Universidad de la República, donde obtiene el cargo de Docente en Cine y Audiovisual. 
Entre marzo de 2000 y diciembre de 2001 filma y dirige el largometraje Aparte, estrenado en 2002. Para eso produce, edita y maneja la cámara en solitario, y convive durante dieciocho meses con la gente que filma: los habitantes de una población marginal montevideana. La película generó una polémica cultural y política sin precedentes en Uruguay y Handler fue, incluso, llevado a juicio, acusado de incentivar la violencia de los menores protagonistas del film. La mediatización del caso hizo que la película gozara de enorme éxito en salas y en video comerciales. Aparte ganó los premios a Mejor Documental Internacional en el XXI Festival Cinematográfico Internacional del Uruguay, en el Festival International de Programmes Audiovisuels, el Tercer Coral en el Festival del Nuevo Cine Latinoamericano de La Habana, una Mención de Honor en el Festival Internacional de Cine y Video de Derechos Humanos, de Buenos Aires.
En 2007, dirige Decile a Mario que no vuelva, largometraje sobre la dictadura cívico-militar y su exilio, con un acentuado tono de autor. Handler volvió a generar escándalo con una película, ya que allí el Coronel Gilberto Vázquez confesaba que los militares uruguayos habían sido instruidos para el maltrato de prisioneros por la CIA norteamericana.
Durante las elecciones de 2009-2010, dirige un trabajo coral que involucra a sus estudiantes de la Universidad, titulado El voto que el alma pronuncia y estrenado en 2011. Bajo esta misma línea, se estrena en 2014, el mediometraje Bares, filmado durante 2011 y 2012. Mientras tanto, dirige y filma una película sobre la actividad obrera del país, titulada Columnas quebradas, estrenada en 2015 y ganadora el Primer Premio en el Festival AtlantiDoc.
Handler es uno de los directores de cine más reconocidos de su país. Su obra ha sido largamente estudiada por académicos de todo el mundo, como una muestra fiel del llamado Nuevo Cine Latinoamericano. En 2007, una encuesta de críticos cinematográficos situó a sus películas Aparte, Elecciones y Carlos, cine-retrato de un «caminante» en Montevideo entre las diez más importantes de la historia del cine uruguayo. El premio mayor del festival de cine uruguayo AtlantiDoc lleva su nombre. 
En 2022, Handler se mudó a Madrid con su esposa, donde vive actualmente. 

## Filmografía
- Vanguardista (codirigida con Alfredo Castro Navarro, 1958)
- Improvisación danza cine 1 y 2 (Uruguay, 1962)
- En Praga (Checoslovaquia, 1964)
- Carlos, cine-retrato de un «caminante» en Montevideo (Uruguay, 1965)
- Elecciones: Uruguay (codirector, 1967)
- Llamadas (Uruguay, 1967)
- Me gustan los estudiantes (Uruguay, 1968)
- Uruguay 1969: el problema de la carne (Uruguay, 1969)
- Líber Arce, liberarse (Uruguay, codirector, 1970)
- Fray Bentos, una epidemia de sarampión (con Walter Tournier y Sergio Villaverde, Uruguay, codirector, 1973)
- Dos puertos y un cerro (Venezuela, 1976)
- Tiempo colonial (Venezuela, 1977)
- María Lionza, un culto de Venezuela (Venezuela, codirector, 1979)
- Mestizo (largometraje ficción, 1989, director)
- Globalización (Venezuela, 1998)
- Nuestra cultura y los medios de comunicación (Venezuela, 1998)
- Aparte (largometraje, Uruguay, 2002)
- Decile a Mario que no vuelva (Uruguay, 2007)
- El voto que el alma pronuncia (Uruguay, 2011)
- Bares (Uruguay, 2014)
- Columnas quebradas (Uruguay, 2015)

## Libros
- El documental humano. Un libro personal (Uruguay, 2016)
- Mario Handler. Retrato de un caminante (Uruguay, 2012)